# تصوير الأوعية بالفلوريسين
تصوير الأوعية بالفلوريسين (FA)، تصوير الأوعية بالفلوريسنت (FAG)، أو تصوير الأوعية الدموية للقاع (FFA) هي تقنية لفحص الدورة الدموية للشبكية والمشيمية (أجزاء من قاع العين) باستخدام صبغة فلورية وكاميرا متخصصة. يضاف فلورسين الصوديوم إلى الدوران الجهازي، وتضيء شبكية العين بالضوء الأزرق بطول موجة 490 نانومتر، ويتم الحصول على صورة وعائية عن طريق تصوير الضوء الأخضر الفلوري المنبعث من الصبغة. يُعطى الفلورسين عن طريق الوريد في تصوير الأوعية بالفلورسين عن طريق الوريد (IVFA) وعن طريق الفم في تصوير الأوعية بالفلوريسين الفموي (OFA). الاختبار هو طريقة تتبع صبغ.
تظهر صبغة الفلورسين أيضًا في بول المريض، مما يجعل البول يبدو أغمق، وأحيانًا برتقالي. كما يمكن أن يسبب تغير لون اللعاب. يعد تصوير الأوعية بالفلوريسين أحد تطبيقات الرعاية الصحية العديدة لهذه الصبغة، والتي تنطوي جميعها على مخاطر الآثار الضارة الشديدة. انظر سلامة الفلوريسين في تطبيقات الرعاية الصحية. لا يتضمن تصوير الأوعية بالفلورسين استخدام الإشعاع المؤين.
كان طبيب العيون الألماني أكيم ويسينج رائدًا في تصوير الأوعية بالفلورسين، الذي نشر النتائج التي توصل إليها في عام 1969.

## ادوات
- مرشح المثير: يسمح فقط للضوء الأزرق بإضاءة شبكية العين. اعتمادًا على المرشح المحدد، سيكون طول موجة الإثارة التي تضرب شبكية العين بين 465 و 490 نانومتر. معظمها يسمح بمرور الضوء بطول موجة 490 فقط نانومتر.
- مرشح الحاجز: يسمح فقط للضوء الأصفر والأخضر (من الفلورة) بالوصول إلى الكاميرا. كلا المرشحات عبارة عن مرشحات تمرير نطاق تداخل، مما يعني أنهما يحجبان كل الضوء باستثناء ذلك عند طول موجي معين. يسمح مرشح الحاجز للضوء بطول موجة يبلغ 525 فقط نانومتر، ولكن اعتمادًا على الفلتر يمكن أن يكون في أي مكان من 520-530 نانومتر.
- كاميرا قاع العين، إما رقمية أو بجسم كاميرا يحتوي على أبيض وأسود، أو فيلم موجب منزلق.

## تقنية
- يتم التقاط الصور المفلترة الخالية من الأحمر بالأبيض والأسود واللون الأساسي قبل الحقن. يتم تصفية الصور بالأبيض والأسود بدون أحمر (مرشح أخضر) لزيادة التباين وغالبًا ما تعطي صورة أفضل للقاع من الصورة الملونة.
- حقنة بلعة مدتها 6 ثوان من 2-5 سم مكعب من فلورسين الصوديوم في وريد في الذراع أو اليد
- يتم التقاط سلسلة من الصور بالأبيض والأسود أو الصور الرقمية لشبكية العين قبل وبعد وصول الفلورسين إلى الدورة الدموية في الشبكية (حوالي 10 ثوانٍ بعد الحقن). تسمح الصور المبكرة بالتعرف على التألق الذاتي لأنسجة الشبكية. يتم التقاط الصور مرة واحدة كل ثانية تقريبًا لمدة 20 ثانية تقريبًا، ثم يتم التقاطها بمعدل أقل. يتم الحصول على صورة متأخرة في 5 و 10 دقائق. يحب بعض الأطباء أيضًا رؤية صورة مدتها 15 دقيقة.
- يتم وضع مرشح في الكاميرا بحيث يكون الضوء الفلوري والأصفر والأخضر فقط (530 نانومتر). ومع ذلك، قد تلتقط الكاميرا إشارات من التألق الكاذب أو التألق الذاتي. في الفلورة الكاذبة، يتم تصوير الضوء غير الفلوري. يحدث هذا عندما يمر الضوء الأزرق المنعكس من شبكية العين عبر المرشح. هذه مشكلة بشكل عام مع المرشحات القديمة، ويوصى بالاستبدال السنوي لهذه المرشحات. في التألق الذاتي، يحدث الفلور من العين دون حقن الصبغة. يمكن ملاحظة ذلك مع درنات رأس العصب البصري أو الورم العضلي النجمي أو التندب الكلسي.
- تعطي الصور بالأبيض والأسود تباينًا أفضل من الصور الملونة، وهذا ليس ضروريًا لأن المرشح ينقل لونًا واحدًا فقط من الضوء.

## ملء الدورة الدموية الطبيعية
الأوقات تقريبية
- 0 ثواني - حقن الفلورسين
- 9.5 ثانية - الشرايين الهدبية الخلفية
- 10 ثوانٍ - تدفق مشيمي (أو «مرحلة ما قبل الشرايين»)
- 10-12 ثانية - مرحلة الشرايين الشبكية
- 13 ثانية - مرحلة الانتقال الشعري
- 14-15 ثانية - المرحلة الوريدية المبكرة (أو «المرحلة الصفحية»، «المرحلة الشريانية الوريدية»)
- 16-17 ثانية - المرحلة الوريدية
- 18-20 ثانية - المرحلة الوريدية المتأخرة
- 5 دقائق - تلطيخ متأخر

يدخل الفلورسين الدورة الدموية العينية من الشريان السباتي الداخلي عبر الشريان العيني. يمد الشريان العيني المشيمية عبر الشرايين الهدبية الخلفية القصيرة والشبكية عبر الشريان المركزي للشبكية، لكن الطريق إلى المشيمية يكون عادةً أقل التفافًا من الطريق إلى الشبكية. هذا يفسر التأخير القصير بين «تدفق المشيمية» وحشو الشبكية.

## النتائج المرضية
يتم التعرف على التغيرات المرضية من خلال الكشف عن فرط التألق أو نقص التألق.
أسباب فرط التألق:
عيوب النافذة / الإرسال (الملء)
تسريب العيوب (مثل تسرب الشعيرات الدموية، تمدد الأوعية الدموية، الأوعية الدموية الجديدة)
عيوب التجميع
تلطيخ
الأوعية الدموية غير الطبيعية
أسباب نقص التألق:
عيب مانع (أي الدم)
عيب في التعبئة (عدم انسياب الشعيرات الدموية / انسداد)
يستخدم تصوير الأوعية بالفلوريسين من قبل الأطباء المتخصصين في علاج أمراض العيون (أطباء العيون) لتقييم الأوعية الدموية للشبكية والمشيمية والقرص البصري والقزحية.  من بين المجموعات الشائعة لأمراض العيون، يمكن أن يكشف تصوير الأوعية بالفلورسين عن اعتلال الشبكية السكري (اتساع الأوعية الدموية الجديد) وانسداد الوريد وانسداد الشريان الشبكي  وذمة القرص البصري والأورام. بالإضافة إلى ذلك، يمكن أن يوفر وقت العبور (الفترة بين حقن الصبغة ووقت ظهورها في الأوعية الدموية التي تم فحصها) قياسًا موضوعيًا لمعدل تدفق الدم عبر الأوعية الدموية المصوّرة. 